# Прапор Зміївки

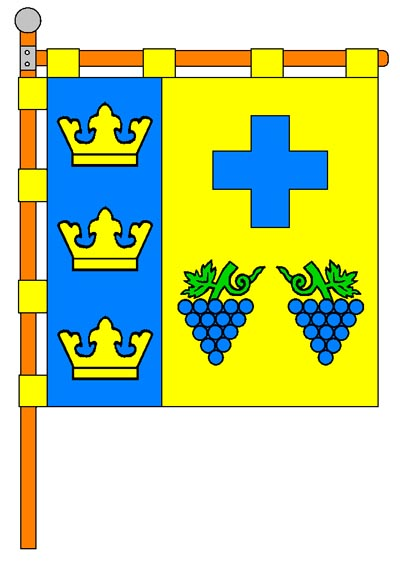
Прапор села Зміївка

Прапор Зміївки — прапор, Зміївська сільська рада (Бериславський район, Херсонська область) затвердила прапор села 18 квітня 2007 року, який було виготовлено та освячено під час ювілейних святкувань 28 квітня.
Прапор становить собою квадратне полотнище, розділене вертикально на дві частини, на синій третині від древка три жовті корони (одна над одною), на жовтому полі з вільного краю синій укорочений рівносторонній хрест (розмах рамен завширшки в 7/20 сторони прапора), під ним обабіч — по стилізованому синьому виноградному грону з зеленою лозою та листком.

## Зміст символів
Хрест символізує високу духовність мешканців територіальної громади. Три корони в синім полі вказують на те, що сучасна Зміївка веде свою історію від Старошведського села. Грона винограду характеризують розвинену виноградарську галузь. Жовтий колір символізує багаті землі Степової України, сільське господарство, щедрість і добробут, а синій — води Дніпра.

## Автор прапора
Гречило Андрій Богданович, голова Українського геральдичного товариства.